# Odense Boldklub 2017-2018
Questa voce raccoglie le informazioni riguardanti il Odense Boldklub nelle competizioni ufficiali della stagione 2017-2018.

## Rosa
| N. |                       | Ruolo | Calciatore            |
| -- | --------------------- | ----- | --------------------- |
| 1  | Danimarca (bandiera)  | P     | Thomas Mikkelsen      |
| 2  | Danimarca (bandiera)  | D     | Kenneth Emil Petersen |
| 3  | Danimarca (bandiera)  | D     | Frederik Tingager     |
| 4  | Danimarca (bandiera)  | D     | Ryan Laursen          |
| 5  | Portogallo (bandiera) | D     | João Pereira          |
| 6  | Danimarca (bandiera)  | D     | Jeppe Tverskov        |
| 7  | Fær Øer (bandiera)    | C     | Jóan Edmundsson       |
| 9  | Svezia (bandiera)     | A     | Rasmus Jönsson        |
| 10 | Danimarca (bandiera)  | A     | Rasmus Festersen      |
| 11 | Danimarca (bandiera)  | C     | Casper Nielsen        |
| 13 | Norvegia (bandiera)   | P     | Sten Grytebust        |
| 14 | Danimarca (bandiera)  | C     | Jens Jakob Thomasen   |

| N. |                      | Ruolo | Calciatore            |
| -- | -------------------- | ----- | --------------------- |
| 15 | Nigeria (bandiera)   | C     | Izunna Uzochukwu      |
| 16 | Danimarca (bandiera) | C     | Julius Eskesen        |
| 17 | Danimarca (bandiera) | D     | Jacob Buus            |
| 18 | Danimarca (bandiera) | C     | Mathias Thrane        |
| 19 | Danimarca (bandiera) | C     | Mikkel Desler         |
| 20 | Danimarca (bandiera) | D     | Jacob Barrett Laursen |
| 21 | Danimarca (bandiera) | C     | Mathias Greve         |
| 22 | Ghana (bandiera)     | C     | Nana Welbeck          |
| 25 | Danimarca (bandiera) | A     | Nicklas Helenius      |
| 27 | Danimarca (bandiera) | P     | Oliver Christensen    |
| 28 | Danimarca (bandiera) | A     | Anders Jacobsen       |
| 29 | Danimarca (bandiera) | A     | Kristian Weber        |

- Numero giocatori in rosa: 24
- Stranieri: 6 (25%)
- Età media: 25,3 anni

## Trasferimenti estivi
| Acquisti | Acquisti         | Acquisti   | Acquisti           |
| R.       | Nome             | da         | Modalità           |
| -------- | ---------------- | ---------- | ------------------ |
| A        | Nicklas Helenius | Aalborg    | gratuito           |
| P        | Thomas Mikkelsen | Fredericia | gratuito           |
|          | 2 acquisti       |            | spesa totale = 0 € |

| Cessioni | Cessioni            | Cessioni    | Cessioni              |
| R.       | Nome                | a           | Modalità              |
| -------- | ------------------- | ----------- | --------------------- |
| P        | Michael Falkesgaard | Midtjylland | gratuito              |
| A        | Thomas Mikkelsen    | Ross County | gratuito              |
| D        | Oliver Lund         | Lyngby      | gratuito              |
| A        | Yao Dieudonne       | Vendsyssel  | prestito              |
|          | 4 cessioni          |             | guadagno totale = 0 € |
|          |                     |             | saldo finale = 0 €    |

## Trasferimenti invernali
| Acquisti | Acquisti        | Acquisti     | Acquisti |
| R.       | Nome            | da           | Modalità |
| -------- | --------------- | ------------ | -------- |
| C        | André Rømer     | Midtjylland  | ?        |
| D        | Marco Lund      | Esbjerg      | ?        |
| C        | Troels Kløve    | SønderjyskE  | ?        |
| C        | Mohammed Fellah | Nordsjælland | prestito |
|          |                 |              |          |

| Cessioni | Cessioni          | Cessioni               | Cessioni                |
| R.       | Nome              | a                      | Modalità                |
| -------- | ----------------- | ---------------------- | ----------------------- |
| D        | Frederik Tingager | Eintracht Braunschweig | definitivo (300 mila €) |
| C        | Izunna Uzochukwu  |                        | svincolato              |
| A        | Kristian Weber    |                        | svincolato              |
| C        | Izunna Uzochukwu  | Meizhou Kejia          | gratuito                |
|          |                   |                        |                         |
|          |                   |                        |                         |